# Аркона (група)
Аркона е руска езически/фолк метъл група. Текстовете на песните им са повлияни от руския фолклор и славянската митология, а в музиката си използват няколко традиционни музикални инструмента. Името на групата идва от нос Аркона намиращ се в североизточния край на германския остров Рюген. В миналото там се е намирал укрепен град със същото име, в който е имало и храм на бог Световит.

## История
Групата стартира под името Гиперболея през 2002 г., но скоро сменят названието си на настоящето. Записан е демо-албума „Русь“, след което Аркона не е активна до 2004 г. поради отсъствието на музиканти. През 2004 г. е записан дебютния албум „Возрождение“, в който влизат и песните от „Русь“. Същата година е записан и „Лепта“. Аркона започват и концертните си изяви, заедно с известни групи като „Butterfly Temple“, „Pagan Reign“, „Сварга“, „Rossomahaar“, „Therion“.
През 2007 г. излиза албума „От сердце к небу“, който по-късно е преиздаден от Napalm Records, благодарение на което групата постига комерсиален успех. Заснети са клипове към песните „Покровы небесного старца“ и „Славься, Русь!“. През 2009 г. е издаден петият албум на групата „Гой, роде, гой!“. През август 2011 г. записват „Слово!“, в който са използвани професионален хор и камерен оркестър.
През 2013 г. групата празнува своя 10-годишен юбилей. Издаден е и концертния албум „10 лет во славу“. През април 2014 г. Аркона записват първия си албум с новия барабанист Андрей Ишенко. Той носи названието „Явь“, а песните в него са по-мрачни, като акцентът не е толкова върху народните инструменти, колкото върху вокалите на Маша.
През 2016 г. е презаписан албума „Возрождение“, като новата версия на песента „Под мечами“ е пусната като пилотен сингъл. През 2018 г. излиза албумът „Храм“, който е представен в цяла Европа, включително и с концерт в България.

## Състав

### Настоящ състав
- Маша „Scream“ Архипова – вокали, клавишни, тамбура, дръмбой, бубен (2002-)
- Руслан „Княз“ Росомахеров – бас китара (2003 –)
- Сергей „Лазар“ Атрашкиевич – китара, балалайка, беквокал (2003-)
- Владимир „Волк“ Решетников – гайда, духови инструменти (2011-)
- Андрей Ишенко – барабани (2014-)

### Бивши членове
- Евгений Борзов – бас китара (2002 – 2003)
- Александър „Уарлок“ – барабани (2002 – 2003)
- Евгений Князев – китара (2002 – 2003)
- Иля Богатирьов – китара (2002 – 2003)
- Олга Логинова – клавишни (2002 – 2003)
- Влад Соколов – барабани, клавишни (2003 – 2014)